# Cestrum bigibbosum
Cestrum bigibbosum là loài thực vật có hoa trong họ Cà. Loài này được Pittier mô tả khoa học đầu tiên năm 1932.